# Shonissauro

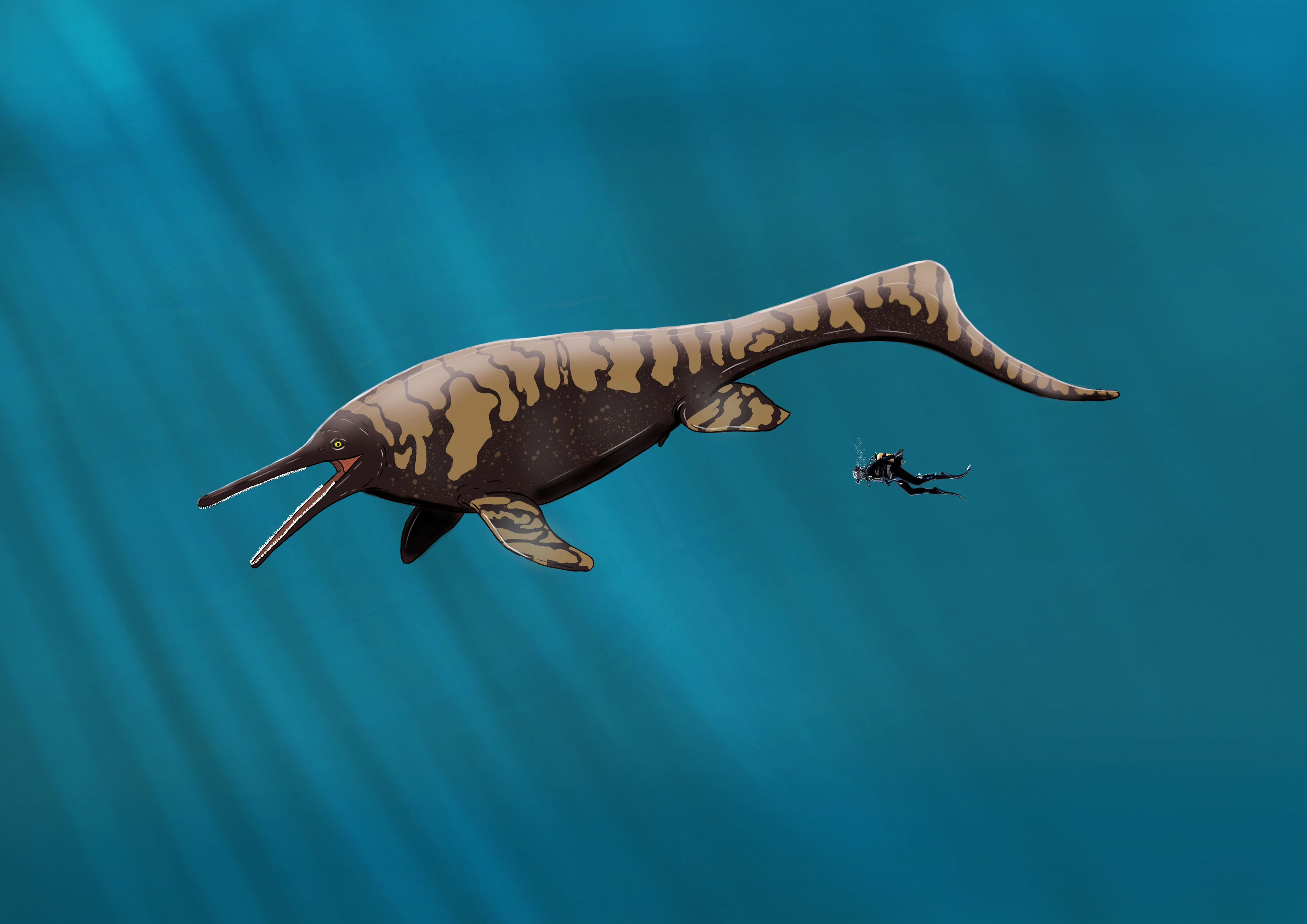
Comparação de tamanhos entre um Shonisaurus e um mergulhador de 1,80m.

O shonissauro é um ictiossauro (réptil marinho) que viveu no Estados Unidos e Canadá durante o Triássico, mais especificamente entre 216 milhões a 203 milhões de anos atrás. Podia atingir até 21 metros de comprimentro, porém na grande maioria ficava entre 17 e 20 metros de comprimento. Tinha 20 toneladas, comia peixes e lulas, sua velocidade era de 7km/h. Foi pensado que talvez ele se alimentasse de plâncton como várias baleias de hoje em dia, mas nenhum fóssil foi encontrado provando isso, por tal motivo acredita-se hoje em dia que ele se alimentasse de peixes e lulas. Seus olhos eram muito grandes, o que o ajudava a caçar. A sua provável cor era azul-acizentada como as das baleias o que o ajudava a se camuflar no mar. Suas longas e finas barbatanas alcançavam cerca de 3 metros.

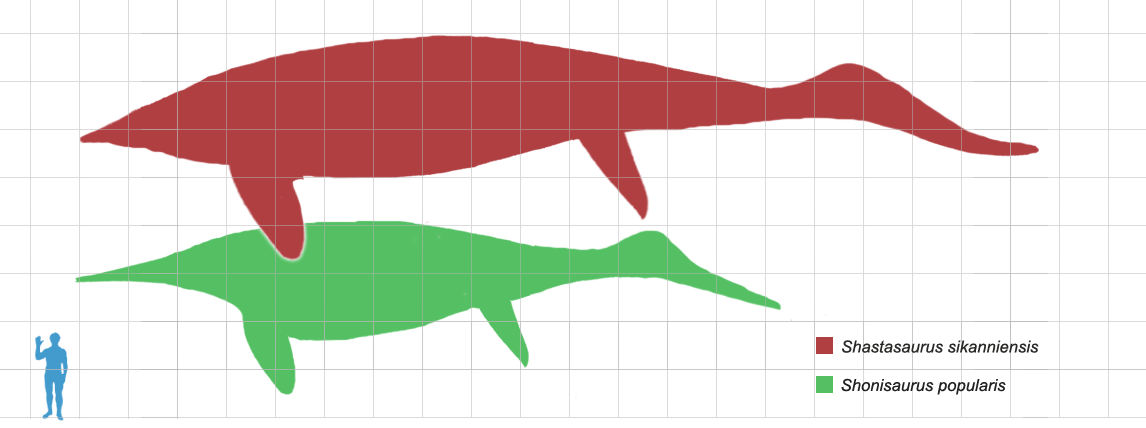
Tamanho do S. popularis (a verde) e o Shastasaurus sikanniensis (a vermelho) comparado com o do humano